# Baby Boy (filme)
Baby Boy (Brasil: Baby Boy - O Dono da Rua; Portugal: Baby Boy - O Rei da Rua) é um filme estadunidense de 2001, dos gêneros drama, romance e policial, escrito, produzido e dirigido por John Singleton.
Esse filme representou a estreia no cinema do cantor de r&b Tyrese Gibson; Baby Boy foi filmado em 2000 e lançado no verão de 2001. 

## Elenco
- Tyrese Gibson — Joseph "Jody" Summers
- Omar Gooding — Sweetpea
- Taraji P. Henson — Yvette
- Snoop Dogg — Rodney
- Ving Rhames — Melvin
- A.J. Johnson — Juanita
- Mo'Nique — Patrice
- Angell Conwell — Kim

## Lançamento

### Bilheteria
Em sua semana de estreia, o filme arrecadou $8,606,403 em 1,533 cinemas nos Estados Unidos, média de $5,614 por local, e ranking número 5 na bilheteria. O filme arrecadou um total de $28,734,552 no mercado interno e $647,097 no exterior (França, Austrália, Reino Unido e Espanha), num total de cerca de $29,381,649 mundialmente. O filme teve um orçamento de $16 milhões e é classificado como impróprio para a sua sexualidade forte, linguagem profana, violência e algum uso de drogas, e é classificada como a 64 na bilheteria em drama do verão para esse ano (2001).

## Recepção

### Críticas
No agregador de resenhas Rotten Tomatoes, o filme tem uma taxa de aprovação de 71% com base em 92 avaliações e com uma classificação média de 6.7/10. O consenso crítico do site diz: "Moralista e em algumas partes repetitivo, Baby Boy ainda consegue exalar autenticidade graças ao seu elenco competente".
O Metacritic, que usa uma média ponderada, atribuiu ao filme uma pontuação média de 55/100 com base em 26 avaliações, indicando "críticas mistas". 
O filme recebeu um feedback geral positiva dos críticos. Roger Ebert deu ao filme 3½ estrelas de 4 dizendo: "Baby Boy é uma crítica ousada de jovens negros que descuidadamente são pais de bebês, vivem de suas mães e nem sequer pensar em busca de trabalho. Também é uma crítica a sociedade que os empurra para esse nicho. nunca houve um filme com este ângulo na experiência afro-americana" e " [ele] não recorre ao liberal fácil de apontar o dedo. Não existem pessoas brancas neste filme, não simplista culpar os outros, os adultos na vida de Jody culpá-lo por seus próprios problemas, e eles deveriam". Crítico de cinema Kenneth Turan, do Los Angeles Times, elogiou o filme por ser "Convincente, honesto e sincero..."

## Prêmios e reconhecimento
Baby Boy recebeu indicações para o Black Reel e Image Awards.
O elenco ganhou um prêmio especial no Festival Internacional de Cinema de Locarno, em 2001. O filme também foi na corrida para o Golden Leopard, o prêmio máximo do festival.

## Trilha sonora
A trilha sonora contém música hip-hop e R&B foi lançado pela Universal Records em 19 de junho de 2001. Ele alcançou a posição #41 na Billboard 200 e #12 no Top R&B/Hip-Hop Albums.
- 1. "The Womb" (Intro)
- 2. "Just a Baby Boy" - Snoop Dogg feat. Tyrese & Mr. Tan
- 3. "Just a Man" - Raphael Saadiq feat. Devin the Dude
- 4. "Focus" (Interlude)
- 5. "Baby Mama" - Three 6 Mafia feat. La Chat
- 6. "Talk S*** 2 Ya" - D'Angelo feat. Marlon C
- 7. "I'd Rather Be with You" - Bootsy Collins
- 8. "You" - Felicia Adams
- 9. "Jody Meets Rodney" (Interlude)
- 10. "Crip Hop" - Tha Eastsidaz feat. Snoop Dogg
- 11. "Thatshowegetdown" - B.G. feat. Baby & LAC
- 12. "Guns & Butter" (Interlude)
- 13. "We Keep It G" - Lost Angels
- 14. "Eat Sleep Think" - Connie McKendrick
- 15. "Just to Keep You Satisfied" - Marvin Gaye
- 16. "I Hate You" (Interlude)
- 17. "Love & War" - Anthony Hamilton feat. Macy Gray
- 18. "Straight F***ing" - The Transitions feat. Gator
- 19. "Baby Boy" - Felicia Adams
- 20. ''Hail Mary'' - Tupac Shakur